# 第302飛行隊 (航空自衛隊)
第302飛行隊（だい302ひこうたい、JASDF 302nd Tactical Fighter Squadron）は、航空自衛隊北部航空方面隊第3航空団隷下の戦闘機部隊である。三沢基地に所属し、航空自衛隊では初となるF-35Aの運用部隊である。連絡機にT-4を運用している。

## 概要

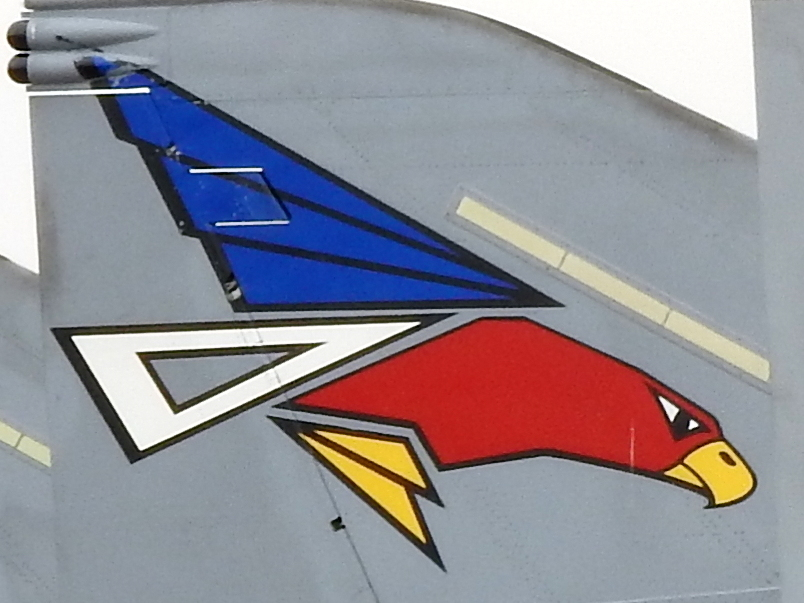
第302飛行隊部隊マークの尾白鷲

1974年（昭和49年）7月19日に千歳基地で臨時F-4EJ飛行隊が編成され、同年10月1日に「第302飛行隊」へと改編し航空自衛隊2番目のF-4EJ飛行隊として第2航空団隷下に配属された。
千歳基地における第201飛行隊（F-15）の新編と、那覇基地の第207飛行隊（F-104）の解隊に伴い、1985年（昭和60年）11月26日に沖縄県那覇基地へ移駐し、第2航空団から第83航空隊隷下へ編入。1992年（平成04年）には能力向上改修機（F-4EJ改）の受領が開始され、1995年（平成07年）には機種更新を完了した。
日本の最北・最南端で長らく防空任務に就いた第302飛行隊は、2009年（平成21年）にF-15を運用する第204飛行隊と入れ換わる形で茨城県百里基地へ移駐し、首都圏の防空任務に従事した。
防衛省は2017年（平成29年）8月31日に公表した「平成30年度概算要求の概要」の中で、第302飛行隊のF-35Aへの機種改編と三沢基地への移駐計画を明らかにした。同年12月1日には三沢基地において臨時F-35A飛行隊が編成されてF-35Aの受け入れ態勢が整えられ、2018年（平成30年）1月26日に1機目のF-35A（89-8706号機）が臨時F-35A飛行隊に配備された。臨時F-35A飛行隊へのF-35A配備は2018年度に12機体制となり、2019年（平成31年）3月19日に百里基地でF-4EJ改がラストフライトし、同年3月26日に三沢基地において部隊新編が完了した。
部隊マークは尾白鷲をモデルにしており、同隊が北海道で発足したことを意味している。羽・尾・脚で「三〇二」を表すようデザインされている。
このマークは航空自衛隊戦闘機部隊の中で一番サイズが大きいことでも有名で、これは「部隊マークは国籍標識（日の丸）より小さいサイズにしなければならない」という現行規定が、制作当時は存在しなかったためといわれている。部隊章はスズランの花をかたどったものに日の丸と運用機種であるF-4のシルエット、「ファントムII」の文字を重ねたデザインである。
臨時F-35A飛行隊では、風神雷神図屏風の雷神をモチーフとしたものになっており、新生第302飛行隊へ引き継がれるものとみられていたが、2020年3月2日に航空自衛隊三沢基地公式ホームページにてオジロワシの描かれたF-35Aの姿が公開された。

## 沿革
- 1974年（昭和49年）7月18日 - 千歳基地において臨時F-4EJ飛行隊編成[1]。
  - 10月1日 - 臨時F-4EJ飛行隊から第302飛行隊に改編し、第2航空団隷下で編成完結式[1]。
- 1975年（昭和50年）9月25日 - 部隊マークを制定。
  - 11月1日 - F-4EJでの対領空侵犯措置任務付与[1]。
- 1976年（昭和51年）
  - 9月6日 - MiG-25亡命事件で緊急発進対応[1]。
  - 11月17日 - 訓練中のF-4EJ 363号機が襟裳岬沖合で墜落。乗員は射出座席を作動させて脱出、近くを航行していた漁船に救助されたが1人死亡、1人重傷[9]。
- 1985年（昭和60年）11月5日 - 航空総隊射爆撃戦技競技会F-4部門優勝[10]。
  - 11月26日 - 千歳基地から那覇基地へ移駐。南西航空混成団第83航空隊隷下に編入[1]。
- 1987年（昭和62年）12月9日 - 対ソ連軍領空侵犯機警告射撃事件で緊急発進対応。
- 1988年（昭和63年）12月5日 - 航空総隊射爆撃戦技競技会F-4部門優勝[11]。
- 1994年（平成06年）5月31日 - 航空総隊戦技競技会対戦闘機戦闘（ACM）部門F-4の部優勝[12]。
- 1995年（平成07年）- F-4EJ改への機種更新を完了。
  - 5月29日 - 航空総隊戦技競技会F-4部門優勝[13]。
- 1997年（平成09年）5月26日 - 航空総隊戦技競技会F-4部門優勝[13]。
- 1998年（平成10年）5月25日 - 航空総隊戦技競技会F-4部門優勝[13]。
  - 9月2日 - ホットスクランブル1,500回達成[14]。
- 2001年（平成13年）5月29日 - 航空総隊戦技競技会F-4部門優勝[13]。
- 2004年（平成16年） - 航空総隊戦技競技会F-4部門優勝[13]。
- 2006年（平成18年）10月16日 - 航空総隊戦技競技会F-4部門優勝[13]。
- 2007年（平成19年）10月9日 - 航空総隊戦技競技会F-4部門優勝[13]。
  - 11月 - F-15の飛行停止措置を受け、那覇基地から8機が百里基地に展開して対領空侵犯措置任務を実施。
- 2009年（平成21年）3月13日 - 那覇基地から百里基地への移駐を完了[1]。
  - 3月26日 - 中部航空方面隊第7航空団隷下へ編入。
  - 6月24日 - 百里基地でのアラート待機任務開始[15]。
- 2010年（平成22年）9月10日 - 航空総隊戦技競技会F-4部門優勝[13]。
- 2013年（平成25年）9月25日 - 航空総隊戦技競技会F-4部門優勝[16]。
- 2015年（平成27年）3月7日 - 部隊創隊40周年記念式典を実施[17]。
- 2017年（平成29年）8月31日 - 防衛省が平成30年度概算要求の概要の中で、2018年度に三沢基地への移動とF-35Aへの機種更新を予定していることを発表した[2]。
  - 12月18日 - 三沢基地において臨時F-35A飛行隊編成[18]。
- 2018年（平成30年）1月26日 - 臨時F-35A飛行隊にF-35A初配備[19]。
- 2019年（平成31年）3月2日 - 百里基地において三沢基地への部隊移動記念式典を実施[20]。
  - 3月19日 - F-4EJ改ラストフライト[5]。
  - 3月25日 - 百里基地において指揮官旗返還式典を実施[5]。
  - 3月26日 - 三沢基地において新編記念式典を実施。北部航空方面隊第3航空団隷下へ編入[21]。
  - 4月9日 - 4機で訓練中のF-35Aの1機が行方不明。海自の護衛艦・哨戒機等が捜索中[22]。
  - 6月7日 - 搭乗機のパイロットの遺体の一部発見及び死亡との判断を発表。(防衛大臣発表)[23]
  - 8月1日 - F-35Aの飛行訓練再開[24]。

## 歴代運用機

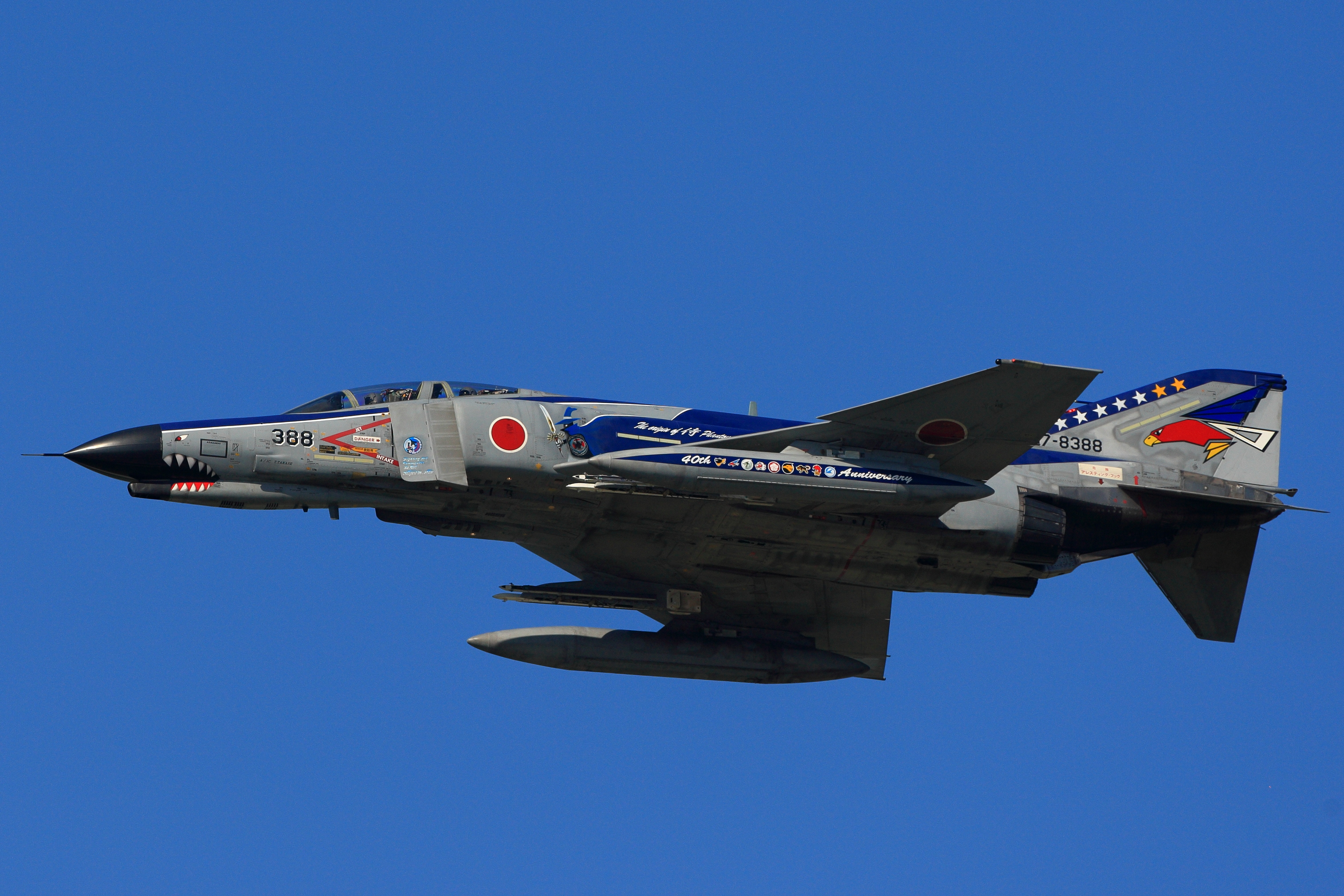
第7航空団40周年記念塗装を施した第302飛行隊のF-4EJ改

- 戦闘機
  - F-4EJ（1974年～1992年）
  - F-4EJ改（1992年～2019年）
  - F-35A（2019年～）
- 連絡機
  - T-33A（1974年～1994年 ）
  - T-4（1992年～）